# Mosabacka järnvägsstation

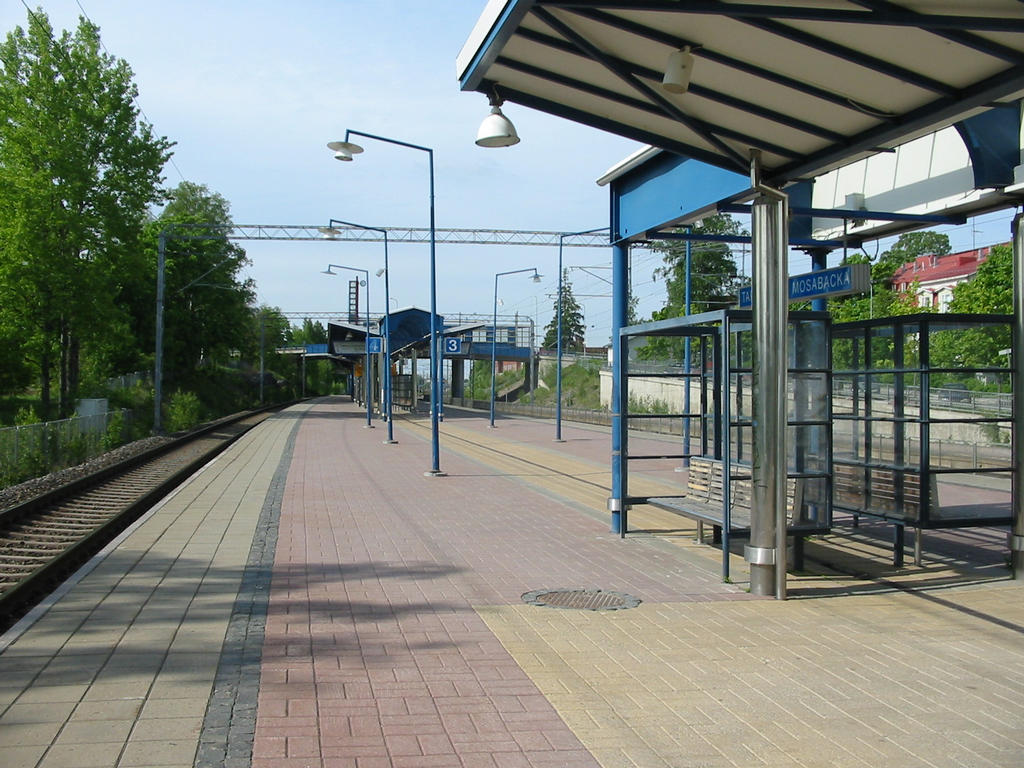
Mosabacka järnvägsstation i Helsingfors.

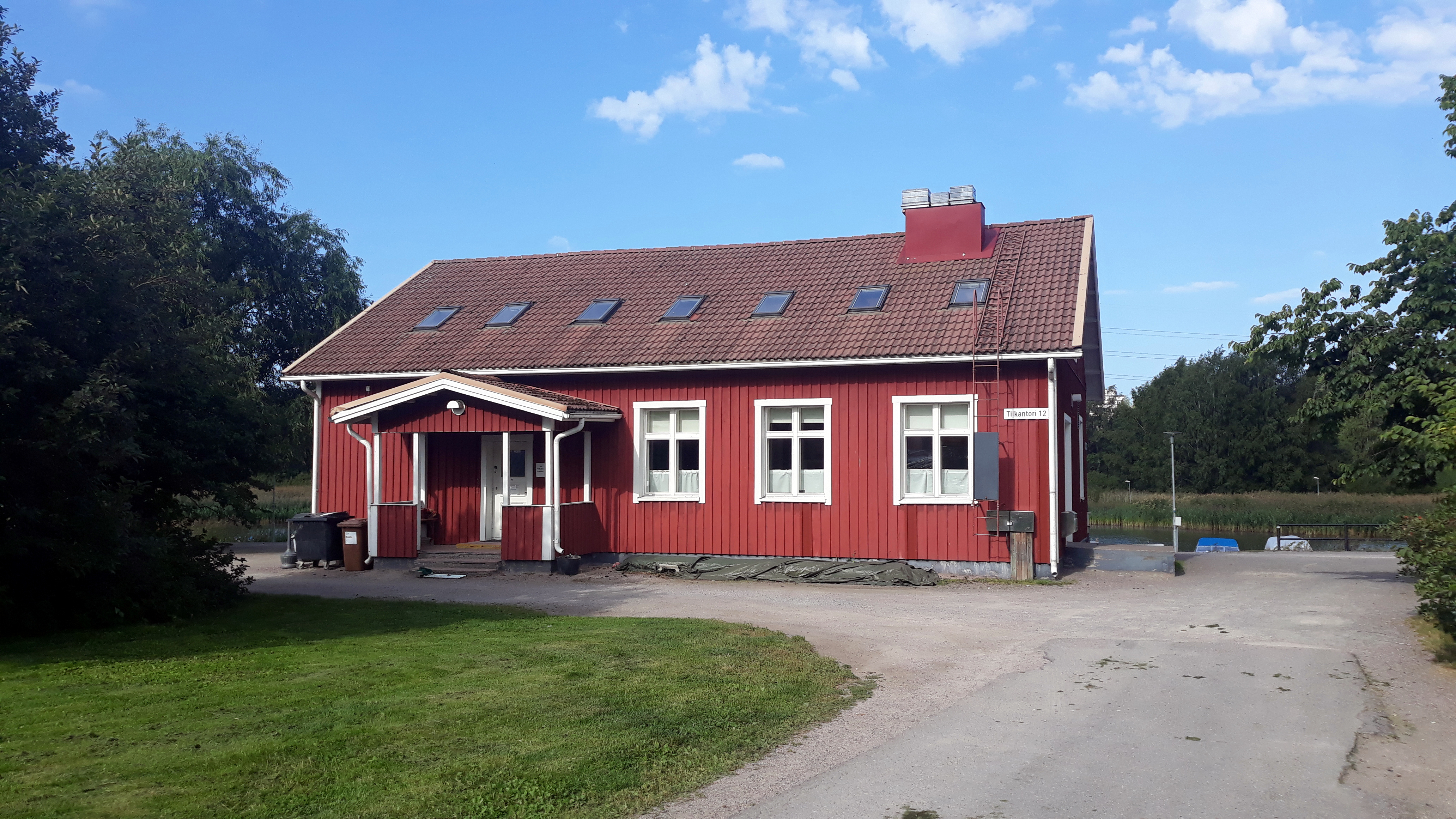
Mosabackas gamla stationsbyggnad som nuförtiden ligger i Lillhoplax.

Mosabacka järnvägsstation (Tna, finska Tapanilan rautatieasema) är en järnvägsstation i Helsingfors i stadsdelen Mosabacka. Den ligger på Kervo stadsbana mellan stationerna Malm och Parkstad cirka 12 kilometer nordnordost om Helsingfors centralstation. Vid stationen stannar närtrafikens tåg I (Helsingfors-Dickursby), N (Helsingfors-Kervo) och T (Helsingfors-Riihimäki).